# Бірки (Львівський район)
Бі́рки — село в Україні, у Львівському районі Львівської області. Населення становить 185 осіб. Орган місцевого самоврядування — Добросинсько-Магерівська сільська рада.

## Історія
Село Бірки до 1939 року було частиною містечка Магерів.